# Julian Huxley
Sir Julian Sorell Huxley (London, 22. lipnja 1887. – London, 14. veljače 1975.) bio je engleski evolucijski biolog, humanist i internacionalist.
Isticao je prirodni odabir kao primarnu silu u evoluciji i bio je vodeća figura sintetičke teorije o evoluciji polovicom 20. stoljeća. Bio je sekretar Londonskog zoološkog društva (1935. – 1942.), prvi predsjednik UNESCO-a (1946. – 1948.), odigrao je ulogu u osnivanju Međunarodne humanističke i etičke unije (1952.), bio je suosnivač Svjetske organizacije za zaštitu prirode (1961.), predsjednik Britanskog društva humanista (1963. – 1965.), član Kraljevskog društva.
Julian Huxley bio je poznat po predstavljanju znanosti u knjigama i člancima, kao i na radiju i televiziji. Primio je UNESCO-ovu nagradu Kalinga za populariziranje znanosti (1953.), Darwinovu medalju koju dodjeljuje Kraljevsko društvo (1956.) i Darwin-Wallace medalju koju dodjeljuje londonsko Lineansko društvo (1958.). Iste je godine dobio naslov Sir, stotinu godina nakon što su Charles Darwin i Alfred Russel Wallace objavili teoriju evolucije. Primio je posebnu nagradu Lasker koju dodjeljuje fondacija Lasker (1959.).
Julian Huxley bio je iz istaknute obitelji Huxley. Neki od članova poznate obitelji su: Thomas Henry Huxley, Julianov djed, čvrsti podupiratelj i prijatelj Charlesa Darwina i izumitelj termina agnostik; Aldous Huxley, Julianov brat, autor znanstvenofantastičnog romana, Vrli novi svijet (1932.); Andrew Huxley, Julianov polubrat, fiziolog, biofizičar i dobitnik Nobelove nagrade za fiziologiju ili medicinu, 1963. i drugi.
Julian Huxley od malena je pokazivao interes za prirodu. 1880-ih pohađa Eton College. Godine 1906. odlazi na Balliol College, Sveučilište Oxford gdje razvija interes za embriologiju i protozoa. Godine 1909. završava studij prvi u klasi. Kao profesor radi na Sveučilištu Rice, Houston, Texas (1913. – 1916.); New College, Sveučilište Oxford (1919. – 1925.); King's College, London (1925. – 1927.).
Njegovi znanstveni interesi, što pokazuju njegove brojne izdane knjige, uključuju: udvaranje kod ptica, biologiju raka, mrave, genetiku, ekologiju, evoluciju, očuvanje prirode. Iako je radio i bio uspješan na mnogim poljima biologije, središnja tema njegova rada bila je evolucija.
Huxley je mnogo putovao po Europi, Africi i Sjedinjenim Američkim Državama. To mu je omogućilo da uči od drugih znanstvenika, prirodoslovaca i administratora, ali i da utječe na njih. U Sjedinjenim Američkim Državama susreo se s drugim evolucionistima u kritičnom vremenu kada se preispitivao prirodni odabir. U Africi je utjecao na kolonijalne administratore u vezi s edukacijom i očuvanjem prirode. Pisao je o ugroženim vrstama što je utjecalo na osnivanje Svjetske organizacije za zaštitu prirode. U Europi, preko UNESCO-a, bio je u centru poslijeratnog preporoda obrazovanja. Kao predsjednik UNESCO-a mogao je promicati obrazovanje, kontrolu populacije i očuvanje prirode.

## Evolucija
Julian Huxley bio je darvinist i najvažniji biolog nakon Augusta Weismanna. Vjerovao je da proučavanje evolucije može pomoći u razumijevanju ljudske prirode i ljudskog ponašanja. Insistirao je na prirodnom odabiru kao primarnoj sili u evoluciji. Odigrao je značajnu ulogu u stvaranju sintetičke teorije o evoluciji polovicom 20. stoljeća.
Godine 1927. pridružio se Herbertu Georgeu Wellsu i Georgeu Philipu Wellsu u pisanju opsežne knjige, The Science of Life, koja je pomogla općem razumijevanju evolucije i promicanju biologije u nastavnom programu. Godine 1961. okupio je 25 istaknutih znanstvenika kako bi predstavio njihov pogled na postojanje u knjizi nazvanoj The Humanist Frame.
Početkom 20. stoljeća, Julian Huxley bio je jedan od malobrojnih biologa koji su smatrali da je prirodni odabir primarna sila u evoluciji te da se evolucija odvija u malim koracima, a ne u skokovima. Poučavao je i poticao evolucijske biologe na Oxfordskom Sveučilištu 1920-ih. Charles Elton (ekolog), Alister Hardy (biolog mora) i John Baker (citolog) postali su vrlo uspješni. Edmund Brisco Ford uspostavio je novo polje istraživanja nazvano ekološka genetika. Ono je odigralo ulogu u sintetičkoj teoriji evolucije. Njegov još jedan istaknut učenik bio je Gavin de Beer koji je pisao o evoluciji i razvoju te je kasnije postao ravnateljem Prirodoslovnog muzeja u Londonu. Njih dvojica pohađala su Huxleyeva predavanja o genetici, eksperimentalnoj zoologiji, embriologiji i etologiji. Kasnije su postali njegovi suradnici i stručnjaci na svojim poljima istraživanja.
Huxley je vjerovao da, gledajući šire, evolucija vodi naprednijoj organizaciji, što je nazivao napretkom bez cilja. Ideja evolucijskog napretka bila je izložena oštroj kritici u drugoj polovici 20. stoljeća. Kladisti su, primjerice, bili i jesu protiv ideje da jedna grupa može biti znanstveno opisana kao napredna, a druga grupa kao primitivna. Za kladiste su grupe ili pleziomorfne ili apomorfne. Huxley je izumitelj termina klade.

## Moderna evolucijska sinteza
Huxley je bio jedan od glavnih tvoraca nove sintetičke teorije o evoluciji. Sinteza ideja o genetici i populaciji stvorila je konsenzus koji je vladao u biologiji od 1940-ih, a koji je održiv i danas. Sintezu ideja omogućila je razmjena održivih komponenti onih istraživačkih strategija koje su prije bile konkurentne. Nastali interdisciplinarni konsenzus o djelovanju evolucije postat će poznat kao moderna evolucijska sinteza. Julian Huxley skovao je termin kada je izdao svoju knjigu Evolucija: moderna sinteza (1942.), jednu od najvažnijih knjiga moderne evolucijske sinteze.
Moderna evolucijska sinteza plod je istraživanja niza suvremenih znanstvenika (B. Rensch, E. B. Ford, E. W. Mayr, G. G. Simpson, H. J. Muller, J. B. S. Haldane, N. V. Timofeev-Resovskij, R. B. Goldschmidt, S. S. Chetverikov, S. G. Wright, R. A. Fisher, T. G. Dobzhansky, G. L. Stebbins i drugi). Napustila je one hipoteze koje svojim spekulativnim primjesama priječe ili ograničavaju mogućnost egzaktnog istraživanja i eksperimentalnog provjeravanja. Baza te moderne teorije je darvinizam u koji su se, uz neke izmjene, mogli ugraditi rezultati moderne biologije.
Moderna evolucijska sinteza je sjedinjenje ideja iz više grana biologije: genetike, citologije, botanike, morfologije, ekologije, paleontologije. Sinteza ideja je prihvaćena od većine znanstvenika. Ona se stvarala desetak godina (1936. – 1947.), a poticaj na stvaranje je bio razvoj populacijske genetike (1918. – 1932.). Darwinov prirodni odabir i Mendelovi zakoni nasljeđivanja kombinirani su u modernoj evolucijskoj sintezi. Pokazalo se da je Mendelova genetika u skladu s prirodnim odabirom i postepenom evolucijom.
Moderna evolucijska sinteza riješila je poteškoće i nejasnoće koje su uzrokovale specijalizacija i slaba komunikacija između biologa ranijih desetljeća 20. stoljeća. Otkrića ranijih genetičara nisu se lako mogla pomiriti s postepenom evolucijom i mehanizmom prirodnog odabira. Sinteza je još uvijek paradigma u evolucijskoj biologiji.
Jedan od zadnjih Huxleyevih doprinosa sintezi bio je na području ekološke genetike. Konstatirao je koliko je polimorfizam rasprostranjen u prirodi, gdje vidljivi morfizam prevladava više u nekim grupama nego u drugima.

## Eugenika
Julian Huxley bio je istaknuti član Britanskog eugeničkog društva i vodeća figura eugeničkog pokreta. Bio je potpredsjednik (1937. – 1944.) i predsjednik (1959. – 1962.) društva. Smatrao je da je eugenika važna za uklanjanje nepoželjnih gena iz ljudske zalihe gena, da je rasa beznačajan koncept u biologiji te da su najniže društvene klase genetički inferiorne.
Neki od njegovih stavova su: socijalna ovisnost o državi indikator je genetske defektnosti; sterilizacija je uvjet za dobivanje socijalne pomoći; potrebno je izjednačavanje socijalnih uvjeta; potrebno je smanjenje dostupa liječenju; sposobniji su sirovina za pozitivnu eugeniku; potrebno je ukidanje individualizma i kršćanske etike.
Huxley je 1957. godine skovao termin transhumanizam kako bi opisao ideju o čovjeku koji sebe unapređuje pomoću znanosti i tehnologije. Suvremeno značenje termina proizlazi iz 1980-ih. Skupina znanstvenika, umjetnika i futurista iz SAD-a počela je organizirati ono što je preraslo u transhumanistički pokret.

## Vanjske poveznice
- Portraits of the Pioneers: Sir Julian Huxley, FRS  Arhivirana inačica izvorne stranice od 27. lipnja 2009. (Wayback Machine)